# كارول تيكلا كريست
كارول تيكلا كريست (بالإنجليزية: Carol Tecla Christ) (من مواليد عام 1944 في مدينة نيويورك) هي أكاديمية أمريكية تم تعيينها في مارس 2017 في منصب المستشار الحادي عشر لجامعة كاليفورنيا، بيركلي، وهي أول امرأة تشغل هذا المنصب. خلفها في المنصب المستشارة نيقولا دي. بيركس في 1 يوليو 2017.

## تعليمها وخلفية عن حياتها
تخرجت تيكلا في عام 1966مع مرتبة الشرف العالية في اللغة الإنجليزية من كلية دوغلاس بجامعة روتجرز حيث حصلت على درجة البكالوريوس في عام 1969 ثم درجة الدكتوراه في عام 1970 في اللغة الإنجليزية من جامعة ييل.وكان زوجها الراحل بول ألبيرز باحثًا في الأدب الإنجليزي في عصر النهضة والمدير المؤسس لمركز تاونسيند للعلوم الإنسانية بجامعة كاليفورنيا في بيركلي حتى وفاته في عام 2013. كان لديها طفلان من زواج سابق هما جوناثان وإليزابيث سكلاوت، فضلا عن اثنين من الأحفاد.

## مسيرتها المهنية
عملت كارول في عام 1970 في جامعة كاليفورنيا بيركلي كرئئيسة لقسم اللغة الإنجليزية في الفترة من 1985 إلى 1988. وفي عام 1988، تم تعيينها عميدًا لكلية العلوم الإنسانية والرياضيات والعلوم الطبيعية. كما عملت أيضًا كعميد لكلية الآداب والعلوم. وفي عام 1994، تم تعيينها نائبًا للرئيس، ثم مديرًا مساعدًا، ثم عميدًا (ثم أصبحت نائبًا للرئيس التنفيذي) في جامعة بيركلي. وكانت كارول أعلى مسؤول نسائي في بيركلي حتى عادت إلى التدريس بدوام كامل في عام 2000.
أصبحت كارول الرئيس العاشر لكلية سميث في عام 2002. وقادت كارول عملية التخطيط الاستراتيجي النشطة وواسعة النطاق لتحديد التقاليد الفكرية المميزة لمنهج كلية سميث وتعزيز المبادرات لزيادة تطوير القدرات الأساسية للطلاب.وحافظت كارول طوال مسيرتها الإدارية على برنامج نشط للتعليم والبحث. وقد نشرت كتابين: البصري الأبرز: الجمالية المميزة في الشعر الفيكتوري والشعر الفيكتوري والحديث. كما قامت بتحرير نسخة نورتون الحرجة للمطرب جورج إليوت وشاركت في تحري نسخة الأدب الإنجليزي والأدب الفيكتوري والخيال البصري الفيكتوري. وكانت تعمل حتى وقت قريب كأستاذة اللغة الإنجليزية في جامعة سميث، حيث قدمت ندوات حول العلوم والأدب والفنون.
شعلت كارول منصب رئيس كلية سميث في الفترة من 2002 إلى 2013. وأعلنت في مايو 2012 أنها بدأت إلى جانب مجلس الأمناء بالبحث عن خليفتها، ثم تقاعدت في يونيو 2013.
عادت كارول في في أيار / مايو 2016 إلى دورها كنائب تنفيذي للمستشار ورئيس الجامعة (بشكل مؤقت) في جامعة كاليفورنيا لتحل محل كلود ستيل الذي تنحى. وفي 13 مارس 2017، تم تعيين كارول كريست من قبل رئيس جامعة كاليفورنيا جانيت نابوليتانو كمستشارة جديدة منتخبة من جامعة كاليفورنيا بيركلي. وأكدت ريجنتس من جامعة كاليفورنيا تعيينها في 16 مارس 2017. وفي 1 يوليو 2017، أصبحت كارول مستشارة جامعة كاليفورنيا في بيركلي الحادية عشرة وأول امرأة تخدم في هذا المنصب، خلفًا للمستشار نيكولاس ديركس.
في بداية عامها الدراسي الأول كمستشارة، أجابت كارول على احتجاجات بيركلي عام 2017 التي أدت الاحتجاجات فيها ضد المتحدثين المحافظين إلى تفشي العنف. وأكدت كارول في رسالة إلى الحرم الجامعي نقلتها عن جون ستيوارت على ضرورة التزام الإدارة بحرية التعبير وحثت المجتمع على تذكر جذوره كجزء من حركة حرية التعبير. وفي وقت لاحق، اتخذت خطوات أخرى في هذا الاتجاه شملت إدارة لجنة للتعبير الحر، وخصصت 800 ألف دولار لتوفير الأمن للمتحدثين المثيرين للجدل. كما ذكرت في مقابلة أجريت في سبتمبر / أيلول 2017 أن بعض الطلاب يجدون مفهوم حرية التعبير مرفوضًا.

## الجوائز ومراتب الشرف
انتُخبت كارول كزميلة للأكاديمية الأمريكية للفنون والعلوم في عام 2004 وعضو في الجمعية الفلسفية الأمريكية في عام 2013. وحصلت بالإضافة إلى ذلك على وسام ويلبر كروس بجامعة ييل في عام 2007، [12] و منحتها الجامعة الأمريكية في اليونان في عام 2011 درجة الدكتوراه الفخرية.